# أليس ديفيد
أليس ديفيد (بالفرنسية: Alice David) (و. 1987 – م) هي ممثلة، من فرنسا، ولدت في باريس.

## وصلات خارجية
- أليس ديفيد على موقع IMDb (الإنجليزية)
- أليس ديفيد على موقع ألو سيني (الفرنسية)
- أليس ديفيد على موقع قاعدة بيانات الفيلم (الإنجليزية)
- أليس ديفيد على موقع كينوبويسك (الروسية)